# Codex Sinaiticus Syriacus

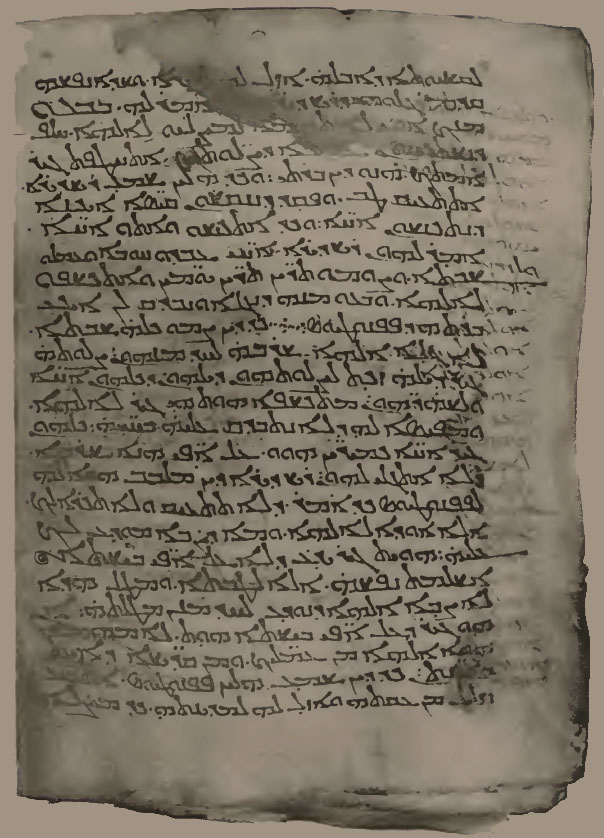
Sinaiticus Syriacus, folio 82b, Évangile selon Matthieu 1:1-17. En surimpression, une vie d'Euphrosyne d'Alexandrie.

Le Codex Sinaiticus Syriacus, également nommé Codex Lewis, Palimpseste du Sinaï ou Sinai Syr. 30, est un manuscrit de la fin du IVe siècle découvert dans le  Sinaï en 1892. Il s'agit d'un manuscrit syriaque qui contient une version des quatre évangiles en syriaque plus ancienne que la Peshitta.

## Histoire
En février 1892, les sœurs Agnes et Margaret Smith arrivent au monastère Sainte-Catherine du Sinaï munies d'une recommandation de James Rendel Harris. Dans une réserve de la bibliothèque, Agnes Smith découvre ce qui sera nommé ultérieurement le Codex Sinaiticus Syriacus : un manuscrit de 358 pages contenant une série de vies de saintes rédigées en 779 à Maarrat Misrin (en), dans le nord-ouest de la Syrie (gouvernorat d'Idleb). Toutefois, ce recueil a été réalisé en réemployant des parchemins plus anciens, dont une traduction en syriaque des quatre évangiles canoniques datant du IVe siècle ou du début du Ve siècle qui est la copie d'un original du IIe siècle. 
Ce palimpseste est l'exemplaire le plus ancien des évangiles en syriaque : il est l'un des deux codex (l'autre étant celui de William Cureton) antérieurs à la Peshitta.
Cette découverte est considérée comme la plus importante depuis celle, en 1859, du manuscrit biblique grec connu sous le nom de Codex Sinaiticus.

## Contenu du manuscrit
Le Manuscrit Sinai Syr 30, copié par le moine Jean en 779 est un recueil de « Vies des saintes femmes » qui se présente comme suit :
1. Écrits à propos de la bienheureuse Dame Thècle, disciple du bienheureux apôtre Paul : fol 1-21.
2. Actes et martyre de la bienheureuse Eugénie, et de son père Philippe, et de ceux qui subirent le martyr avec eux : fol 21-52.
3. Le récit des actes de vertueuse obéissance de Pélagie la prostituée, d'Antioche en Syrie : fol 53-69.
4. L'histoire de la bienheureuse Marie, appelée Marine : fol 69-76.
5. L'histoire d'Euphrosyne d'Alexandrie : fol 76-84.
6. L'histoire de la bienheureuse Onésima : fol. 84-92.
7. Le martyre de sainte Drusis et de ceux qui ont témoigné avec elle à Antioche : fol. 92-95.
8. L'histoire de sainte Barbara à Heliopolis : fol. 95-100.
9. Le martyre de la bienheureuse Marie : fol. 100-105.
10. L'histoire de sainte Irène : fol. 105-137.
11. Le martyre de la bienheureuse Euphémie, qui eut lieu à la borne miliaire, à l'extérieur de la ville de Chalcédoine, dans les jours de l'empereur, le tyran César : fol. 137-149.
12. Le martyre de Sophie et de ses trois filles vierges, Pistis, Elpis, et Agape : fol. 150-161.
13. Le martyre de Théodosia la vierge : fol. 160-161.
14. Le martyre de Théodote la prostituée : fol. 161-163
15. Une Apologie de la foi : fol. 163-165.
16. L'histoire de Suzanne, fol. 165-170.
17. Le martyre de Cyprien le magicien et de Justa la vierge : fol. 170-180.
18. Une homélie métrique de saint Ephrem sur « les demeures du Paradis » : fol. 180-181.

Les § 2, 4-12 et 17-18 ont été publiés en traduction anglaise dans Select Narratives of Holy Women: From the Syro-Antiochene or Sinai Palimpsest.
Ce recueil a été réalisé par le moine Jean en réemployant des parchemins plus anciens, dont la lecture était rendue difficile par l'usure. Ces parchemins sont : 
- I. Les quatre Evangiles en ancien syriaque : fol. 1 à 140, 143, 148.
- II. Apocryphes syriaques : les Actes de Thomas, et le Repos de Marie : fol. 141, 145, 146, 150 à  170.
- III. Un texte des Evangiles en grec oncial : fol. 142, 144, 147, 149.
- IV. Un texte grec en onciales inclinées : 171-182.

## Spécificités du texte des Evangiles syriaques
Les folios 1 à 140, ainsi que 143 et 148 du manuscrit sous-jacent contiennent les quatre évangiles dans une traduction syriaque antérieure à la Peshitta.
Le texte comporte de nombreuses spécificités, dont les plus remarquables sont l'absence de certains passage comme la finale longue de Marc (le texte se termine en Marc 16.8); la consolation de l'ange et la sueur de sang à Gethsemani dans Luc (Luc 22.43-44), la réconciliation de Pilate avec Hérode (Luc 23.10-12) ou la péricope de la femme adultère (Jean 7.53 à 8.11).
Agnes Smith-Lewis en a publié le texte syriaque, avec les variantes tirées de la version curetonienne et d'autres manuscrits ainsi qu'une traduction anglaise.
Le texte néotestamentaire a été authentifié dès 1893 par plusieurs spécialistes, dont Francis Crawford Burkitt. Adalbert Merx a, à son tour, expertisé le codex. 

## Galerie

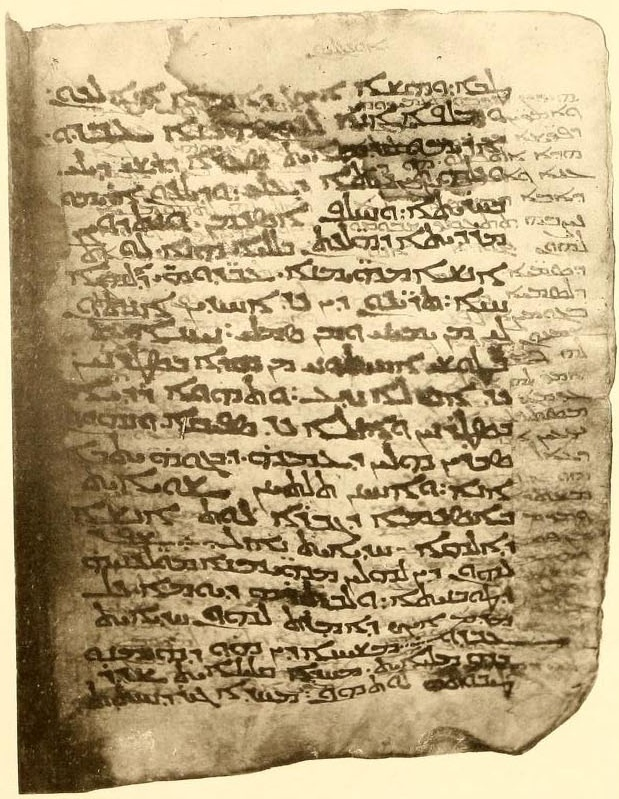
Évangile selon Matthieu, 15:12–27, fol. 21v (=24v), photographie d'Agnes Smith Lewis (1896).
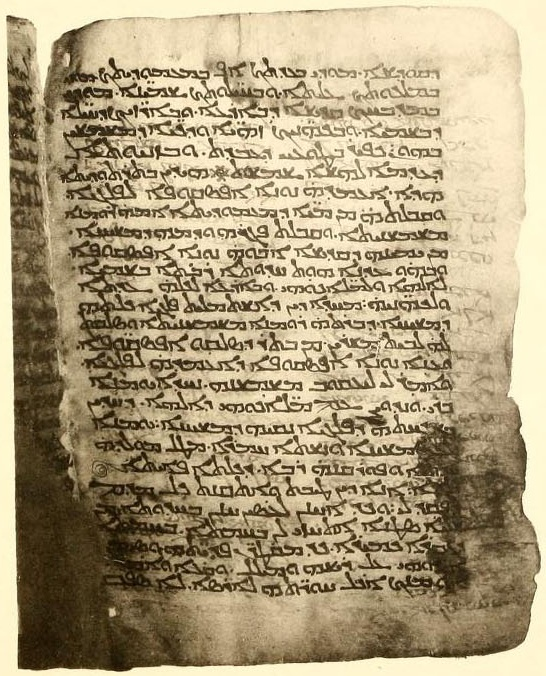
Évangile selon Jean, 5:46–6:11, fol. 129r (=62v), photographie d'Agnes Smith Lewis (1896).